# Daniel Guillén
Daniel Moisés Guillén Moreno (ur. 5 sierpnia 2001 w Zapopan) – meksykański piłkarz występujący na pozycji środkowego obrońcy, od 2023 roku zawodnik Atlético San Luis.